# Serra del Re, Monte Soro e Biviere di Cesarò
Serra del Re, Monte Soro e Biviere di Cesarò este o arie protejată (arie specială de conservare — SAC, sit de importanță comunitară — SCI) din Italia întinsă pe o suprafață de 21.318 ha, integral pe uscat.

## Localizare
Centrul sitului Serra del Re, Monte Soro e Biviere di Cesarò este situat la coordonatele 37°56′50″N 14°42′26″E / 37.947222°N 14.707222°E.

## Înființare
Situl Serra del Re, Monte Soro e Biviere di Cesarò a fost declarat sit de importanță comunitară în septembrie 1995 pentru a proteja 2 specii de plante și 16 specii de animale. Situl a fost protejat și ca arie specială de conservare în martie 2017.

## Biodiversitate
Situată în ecoregiunea mediteraneană, aria protejată conține 19 habitate naturale: Grohotișuri termofile și vest-mediteraneene, Pseudostepă cu ierburi și specii anuale de Thero-Brachypodietea, Cursuri de apă de la nivel de câmpie la nivel montan, cu vegetație Ranunculion fluitantis și Callitricho-Batrachion, Iazuri temporare mediteraneene, Lacuri eutrofice naturale cu vegetație de tip Magnopotamion sau Hydrocharition, Fânețe de joasă altitudine (Alopecurus pratensis, Sanguisorba officinalis), Păduri de stejar alb estice, Păduri de Quercus suber, Păduri de Castanea sativa, Lande oro-mediteraneene cu formațiuni endemice de grozamă, Galerii de Salix alba și de Populus alba, Păduri de Quercus ilex și Quercus rotundifolia, Mlaștini alcaline, Liziere de ierburi înalte hidrofile de câmpie și de nivel montan până la alpin, Râuri mediteraneene cu debit intermitent, cu specii de Paspalo-Agrostidion, Pajiști umede mediteraneene cu ierburi înalte de Molinio-Holoschoenion, Păduri de fag din Apenini cu Taxus și Ilex, Păduri panonice-balcanice de stejar turcesc - stejar sesil, Păduri mediteraneene de Taxus baccata.
La baza desemnării sitului se află mai multe specii protejate:
- plante (2): Leontodon siculus, Petagnaea gussonei
- păsări (10): Alectoris graeca whitakeri, acvilă de munte (Aquila chrysaetos), caprimulg (Caprimulgus europaeus), erete de stuf (Circus aeruginosus), șoim călător (Falco peregrinus), vulturul pleșuv sur (Gyps fulvus), ciocârlie de pădure (Lullula arborea), gaia roșie (Milvus milvus), viespar (Pernis apivorus), sitar de pădure (Scolopax rusticola)
- mamifere (1): liliac cu urechi mari (Myotis bechsteinii)
- nevertebrate (3): Cordulegaster trinacriae, Euplagia quadripunctaria, Rosalia alpina
- reptile (2): Emys trinacris, țestoasă bănățeană (Testudo hermanni)

Pe lângă speciile protejate, pe teritoriul sitului au mai fost identificate 71 de specii de plante, 8 specii de păsări, 2 specii de amfibieni, 9 specii de mamifere, 356 de specii de nevertebrate, 11 specii de reptile.